# Jan Dołęga-Zakrzewski
Jan Dołęga-Zakrzewski (ur. 7 listopada 1866 w Białyszewie, zm. 3 grudnia 1936 w Ostrowi Mazowieckiej) – geometra, działacz społeczno-polityczny, publicysta.
Urodził się 7 listopada 1866 roku w Białyszewie pow. sierpeckiego, w majątku ziemskim należącym do jego rodziców Szczepana i Józefy ze Smoleńskich. Pochodził z rodziny ziemiańskiej władającej licznymi posiadłościami ziemskimi na północnym Mazowszu. Dziadek – Jan – był dziedzicem Sokołowa, Łęgu, Kosmaczewa i Petrykozów, ojciec – Szczepan – Białyszewa, Szczepanek, Ważyna Kmiecego, Piasków Białyszewskich i Mlic Koster. Z rodzinnego domu wyniósł gorący patriotyzm – ojciec wziął udział w powstaniu styczniowym, matka prowadziła działalność społeczno-oświatową na terenie powiatu sierpeckiego. Jego młodsza siostra – Maria Zakrzewska-Raniecka – zapisała się jako krzewicielka czytelnictwa w ziemi ciechanowskiej.
Pierwsze nauki pobierał od zatrudnianych do białyszewskiego dworu guwernerów. Następnie rozpoczął edukację w Gimnazjum Klasycznym w Płocku, które ukończył w 1884 roku. Jako uczeń tej szkoły, a zarazem członek tajnego Koła Młodzieżowego Miłośników Historii i Literatury Ojczystej organizował kółka samokształceniowe na terenie gminy białyszewskiej. W 1885 roku rozpoczął studia w Instytucie Rolniczo-Geodezyjnym w Pskowie. Ukończył je w 1889 roku otrzymując dyplom uczonego geometry. W końcowym okresie studiów wstąpił do Związku Młodzieży Polskiej (popularnie „Zetu”), organizacji przygotowującej działaczy dla Ligi Narodowej.
Po powrocie do Polski pracował najpierw jako geometra w Ciechanowie, a w kwietniu 1892 roku przyjął posadę geometry powiatowego w Ostrowi Mazowieckiej (podówczas Ostrów Łomżyński). Jednocześnie jako geometra przysięgły otworzył własne biuro miernicze w tym mieście. Od momentu przybycia do Ostrowi był czynnym działaczem społecznym. Należał m.in. do koła Polskiej Macierzy Szkolnej, Ochotniczej Straży Pożarnej, Towarzystwa Dobroczynności, Stowarzyszenia Spożywczego „Spółka”, Koła Teatralnego.
Jan Dołęga-Zakrzewski był specjalistą od komasacji wsi polskiej. Napisał na jej temat kilka artykułów i książek, wśród nich podręcznik O scalaniu gruntów, czyli znoszeniu szachownic (Warszawa 1913). Artykuły publikował m.in. w Gazecie Ostrowskiej oraz w pismach stołecznych: Gazecie Rolniczej, Ognisku i Gazecie Warszawskiej. Odegrał istotną rolę w rozwoju chłopskiego ruchu na rzecz scalania gruntów, który narodził się na terenach powiatów ostrowskiego, wysokomazowieckiego i ostrołęckiego. Dzięki jego dużej wiedzy komasacja była tu najlepiej postawioną ze wszystkich powiatów Kongresówki. Obok działalności jawnej prowadził również tajną pracę narodową. Rozpowszechniał Przegląd Wszechpolski, Polaka, a także dzieła Marii Konopnickiej, Adama Mickiewicza, Bolesława Prusa, Elementarz Kazimierza Promyka. Około 1905 roku wstąpił do Ligi Narodowej. Przez długi czas był stałym zastępcą doktora Jana Harusewicza, komisarza Ligi na ziemię łomżyńską. Jak się wyraził, we wspomnieniu pośmiertnym, dr Jan Załuska, poseł na Sejm w II RP – „(Jan Zakrzewski) Szedł w pierwszym szeregu pracowników wiejskich obozu narodowego” (Zorza, 18 lutego 1937 r., s. 8). Wziął udział w rewolucji 1905 roku. W marcu tegoż roku nakleił na drzwiach ostrowskiej cerkwi napis: „Polska mowa, Polska wiara – przetrwa niejednego cara”.
W połowie 1913 roku rozpoczął pracę jako główny rzeczoznawca-instruktor do spraw komasacji wsi w Centralnym Towarzystwie Rolniczym w Warszawie. Terenem jego działalności stało się wówczas całe Królestwo Polskie. Po wybuchu I wojny światowej został działaczem Centralnego Komitetu Obywatelskiego. Ewakuowany z rodziną do Rosji, otrzymał zadanie utworzenia komitetu w Rohaczewie, guberni mohylewskiej. Jako Zarządzający Oddziałem (popularnie zwany był prezesem) położył duże zasługi w organizowaniu pomocy i opieki dla tysięcy rodzin polskich uchodźców. Na tej arenie współpracował z Janem Harusewiczem, Stanisławem Wojciechowskim, Janem Załuską i z księciem Sewerynem Światopełk-Czetwertyńskim.
Do Ostrowi powrócił z rodziną w czerwcu 1918 roku. W październiku 1918 roku mianowany został podkomisarzem, a w grudniu komisarzem ziemskim na powiat ostrowski. Brał czynny udział w rozbrajaniu żołnierzy niemieckich stacjonujących w mieście (11 listopada 1918 roku). Akcją wojskową kierował płk (późniejszy generał i historyk) Marian Kukiel zaś ludnością cywilną Jan Dołęga-Zakrzewski i dr Wacław Szaykowski. Przez pewien czas pełnił funkcję sekretarza starostwa ostrowskiego. Uczestniczył, w latach 1920–1921, w działalności plebiscytowej na rzecz uzyskania przez Polskę terenów Górnego Śląska. Za prezydentury Stanisława Wojciechowskiego odrzucił propozycję objęcia stanowiska ministra rolnictwa. Stan jego zdrowia pogorszył się znacznie. Nie chciał zresztą opuszczać ukochanego przez siebie miasta.
W 1930 roku został ostatnim z wyboru burmistrzem miasta Ostrowi Mazowieckiej. Urząd ten pełnił do 1933 roku. Jego kadencja przypadła na katastrofalny okres w gospodarce miejskiej. Miasto było poważnie zadłużone. Jan Dołęga-Zakrzewski próbował ratować Ostrów nie pobierając należnego mu, za działalność urzędową, wynagrodzenia. Ofiarował miastu prawie 20 tysięcy złotych. Prowadził również badania nad przeszłością Ostrowi Mazowieckiej, nazwą i herbem miasta. Zebrał wiele materiałów, których nie udało mu się wydać przed śmiercią. Te, które ocalały z II wojny światowej zostały zamieszczone w książce: Jan Zakrzewski Zbiór materiałów do monografii miasta Ostrowi Mazowieckiej (Urząd Miasta Ostrów Mazowiecka, Warszawa-Ostrów Mazowiecka 2004; zbiór opracował syn Adam Wiesław Dołęga-Zakrzewski, a do druku przygotował i przedmowę napisał prawnuk dr Leszek Dołęga-Zakrzewski).
Był inicjatorem wydania i współautorem książki poświęconej zmarłemu w 1929 roku przyjacielowi – Janowi Harusewiczowi (Jan Harusewicz. Lekarz i polityk. Warszawa 1935). Dbał o studentów pochodzących z Ostrowi. W zamian obdarzono go godnością Honorowego Członka Akademickiego Koła Ostrowian w Warszawie.
Zmarł 3 grudnia 1936 roku. We wspomnieniu pośmiertnym zamieszczonym w Warszawskim Dzienniku Narodowym (10 grudnia 1936 r., s. 5), napisano o nim: „Człowiek kryształowego charakteru, nieposzlakowanej uczciwości, żmudnej pracy, wielkiej skromności, pogody, małych wymagań osobistych, nie odmawiający sobie tylko przyjemności dawania pracy...”. Jego pogrzeb był wielką manifestacją na cześć pracy zmarłego. W Ostrowi Mazowieckiej znajduje się ulica imienia Jana Zakrzewskiego.
Jan Dołęga-Zakrzewski zawarł związek małżeński z Janiną Henryką Humięcką, córką Jakuba, właściciela dóbr Bielino, i Marii z Bojanowskich. Miał trzech synów Marka, Adama i Leszka.
Janina Henryka z Humięckich Zakrzewska była cioteczną siostrą prof. Ignacego Mościckiego, Prezydenta RP.

## Wybrane źródła
- M. Bartniczak, Jan Dołęga-Zakrzewski. 7. XI. 1866 – 3. XII. 1936, [w:] Zapiski Ciechanowskie, t. III (1977), s. 104–113;
- A. Cz. Dobroński, Dzieje Ostrowi Mazowieckiej do 1914 roku, Ostrów Mazowiecka 2007;
- Warszawski Dziennik Narodowy, czwartek, 10 grudnia 1936 r. – Nr 339-B-Rok II, s. 5;
- A. Kołodziejczyk, Odzyskanie niepodległości w 1918 roku – przebieg wydarzeń na Mazowszu, [w:] Warszawa i Mazowsze w walce o niepodległość kraju w latach 1794–1920, LSW, Warszawa 2001;
- S. Kozicki, Historia Ligi Narodowej (okres 1887-1907), Myśl Polska, Londyn 1964;
- E. Lewandowski, Ciechanowski słownik biograficzny, Ciechanów 2008, s. 82–83
- Ostrów Mazowiecka. Z dziejów miasta i powiatu, pr. zb. pod. red. S. Russockiego, KiW, Warszawa 1975;
- E. Zielińska, Wpisani w historię. Słownik biograficzny województwa ostrołęckiego, TPO, Ostrołęka 1990;
- Zorza, czwartek, 18 lutego 1937 r. – Nr 14, s. 8
- Leszek S. Zakrzewski, Dołęga-Zakrzewscy. Informator historyczny, genealogiczny i socjologiczny, Warszawa 2010, s. 60–65